# Hostage (2005)
Hostage (bra: Refém; prt: Reféns) é um filme americano de 2005 do gênero policial, dirigido por Florent Emilio Siri. O roteiro se baseia no romance homônimo de Robert Crais, adaptada para o cinema por Doug Richardson.

## Sinopse
Afastado do trabalho como negociador de reféns da SWAT de Los Angeles devido a um problema pessoal, um agente é forçado a retornar à antiga profissão ao se deparar com um caso sequestro fora da cidade.

## Elenco
- Bruce Willis — Chefe de Polícia Jeff Talley
- Kevin Pollak — Walter Smith
- Jimmy Bennett — Tommy Smith
- Michelle Horn — Jennifer Smith
- Ben Foster — Mars Krupcheck
- Jonathan Tucker — Dennis Kelly
- Marshall Allman — Kevin Kelly
- Serena Scott Thomas — Jane Talley
- Rumer Willis — Amanda Talley
- Kim Coates	– Vigia
- Robert Knepper — Wil Bechler

## Produção
O enredo principal do livro foi mantido, mas uma complicada subtrama envolvendo a máfia foi removida. As locações foram na Califórnia, em Malibu e Topanga Canyon, e as cenas de abertura foram em Boyle Heights, Los Angeles.

## Recepção
No agregador de críticas dos Estados Unidos, o Rotten Tomatoes, na pontuação onde a equipe do site categoriza as opiniões da  grande mídia e da mídia independente apenas como positivas ou negativas, o filme tem um índice de aprovação de 35% calculado com base em 157 comentários dos críticos. Por comparação, com as mesmas opiniões sendo calculadas usando uma média aritmética ponderada, a nota alcançada é 5/10 com o consenso dizendo: "Terrível e clichê, o público pode sentir que está sendo mantido refém."
Em outro agregador de críticas também dos Estados Unidos, o Metacritic, que calcula as notas das opiniões usando somente uma média aritmética ponderada de determinados veículos de comunicação em maior parte da grande mídia, o filme tem uma pontuação de 44 entre 100, alcançada com base em 33 avaliações da imprensa anexadas no site, com a indicação de "revisões mistas ou neutras".